# Laborde (Argentina)
Laborde es una localidad argentina del sudeste de la provincia de Córdoba, pertenece al departamento Unión, dentro de la pedanía Ascasubi, y, desde 1966, es conocida por ser la Capital Nacional del Malambo.

## Festival Nacional del Malambo
El Festival se realiza anualmente en la segunda semana del mes de enero durante seis noches consecutivas y fue fundado a mediados de la década del 60 por un grupo de hombres de campo, artistas y bohemios liderados por el productor agropecuario José "Pepe" Viani.
Sobre este festival, vale la pena leer el libro de la escritora y periodista argentina Leila Guerriero titulado Una historia sencilla. Guerriero describe, como si se tratara de un relato de ficción, su experiencia como observadora de este festival. Habla con los participantes, les hace preguntas, vive con ellos casi los seis días que dura el evento. Es uno de los mejores documentos sobre el origen y las características de este festival, sobre sus reglas escritas y no escritas (como la de que los ganadores no deberían participar en ningún otro concurso, incluido el mismo de Laborde) además de introducirnos en el mundo del malambo.

## Economía
La principal actividad económica es la agrícola con producción de soja, maíz y trigo principalmente y la industria harinera y sus derivados en Molinos Fénix SA. También cuenta con una pequeña industria alimentaria (fideos, lácteos, panaderías, dulces).

## Población
Cuenta con 6514 habitantes (Indec, 2022), lo que representa un incremento del 9,60% frente a los 5,493 habitantes (Indec, 2010) del censo anterior.
| Gráfica de evolución demográfica de Laborde entre 1991 y 2022 |
|                                                               |
| Fuente: Censos nacionales del INDEC                           |

## Educación

### Jardines de Infantes
- Dardo Rocha
- Mariano Moreno
- Pbro. Juan Guirula

### Escuelas primarias
- Dardo Rocha
- Mariano Moreno
- Pbro. Juan Guirula

### Escuelas rurales
- Juana Azurduy de Padilla
- Hipólito Vieytes
- Constancio c. Vigil

### Colegios secundarios
- Pbro. Juan Guirula
- Eva Gentil Faust de Pinto
- I.P.E.A Nº212 H. O. Galassi (ex IPEA Nº4)

### Institutos terciarios
- Instituto Superior del Profesorado,
- Instituto Pbro. Juan Guirula con la carrera Profesorado de Educación Primaria

### Escuela especial
- María Cristina Picabea de Galassi.

## Cultura
Debido a la cantidad de instituciones educativas y al Festival Nacional del Malambo, la actividad cultural en Laborde es amplia:
- Escuela de Danzas del Festival
- Banda Musical Laborde (ex Banda Juvenil Laborde)

Fundada el 29 de diciembre de 1944 por el sacerdote Juan Girula, es un semillero de músicos que se desarrollan a lo largo y ancho del país  en grupos de diversos géneros musicales, como: Orquestas Sinfónicas, Bandas de las 3 FFAA y Seguridad, Folclore, Cuarteto(de donde surgen músicos que nutren las bandas líderes del género, radicadas todas en la ciudad capital de Córdoba, como los hermanos Settembrini en Sabroso)
- Grupo de teatro
- Biblioteca Popular Juan Bautista Alberdi, Comisión del Malambo y Amigos del Arte. Dr. Senestrari 120
- Instituto Privado de Computación "IPCI2000" - Capacitación en Informática - Mariano Moreno 220
- Stradafacendo  Taller de reciclado (Arte con cosas recicladas)
- No te olvides del ayer - cine independiente.  No te Olvides del ayer fue un proyecto que comenzó con una idea que fue creciendo a pasos agigantados en poco tiempo.  Escribirla, guionarla, dirigirla y filmarla fue todo un desafío para Claudio Chino Barbero. Esta película se realizó gran parte en Laborde, y algunas escenas en la vecina localidad de Pascanas, provincia de Córdoba. https://www.youtube.com/watch?v=1WdNKjXQ8ho&t=3849s

## Deportes
- Club Atlético Cultural y Biblioteca Popular Recreativo

Posee distintas actividades como: Fútbol, Patín, Taekwondo, Natación, Tenis, Bochas, Gimnasia Rítmica, del Club Recreativo salieron los actuales jugadores de Fútbol Fernando Coniglio y Lucas Pittinari.
En el año 2014 se inauguró la pileta climatizada, localizada en la vieja Sede Social del Club. Y también en el año 2015 se inauguró la Sede Social.
- Atlético Olimpo Asociación Mutual.

También cuenta con deportes como fútbol infantil y de primera división, pádel, frontón, básquet, bochas, patín, hockey. Olimpo en la liga es el segundo más ganador de todos en fútbol de primera división tiene 14 campeonatos. Es el primer y único equipo en lograr un tricampeonato (1997, 1998, 1999). Es el primer equipo de Laborde en salir campeón y es el dueño del clásico local con más de 40 partidos a su favor. El 13 de noviembre de 1994, Olimpo, se hizo con la final frente a Recreativo con un gol olímpico sobre el final del encuentro. El gol lo marco el histórico jugador "Bocha Rodriguez".
En el año 2003, Olimpo gana su título N.º 12. Nace "La Mano de Lujan" y el romance del hincha chuchumengo con el histórico Víctor Luján. La final estuvo rodeada de polémicas por decisiones arbitrales que favorecieron a Olimpo.
En el año 2009, el Chucho, volvía a coronarse Campeón de la Liga frente a Renny de W. Escalante. Fue una de las instancias de final más largas y atrapantes de la historia de la Beccar, Olimpo se coronó campeón en el tercer partido de la final. Fue desde el punto penal que el Chucho saco a relucir su chapa de campeón y así se alzó con su título N°13.
En el año 2016, Olimpo se corona campeón invicto luego de perder 5 finales seguidas. En el torneo obtuvo el premio "la valla menos vencida" y fue el equipo que más goles convirtió, además de contar con el goleador del campeonato. Corto su mala racha ganando todos los partidos en condición de local. Otra vez desde el punto penal, Saco la chapa de campeón. Así ganó su título N°14.
Ambos participan en la Liga Regional de fútbol Adrián Beccar Varela, adherida a AFA.
- Club de Rugby Las Liebres

Fundado en el año 2011 y asociado de la F.R.I.C. (Federación de Rugby Integradora de Córdoba)
Esta entidad sale Campeón en el nivel desarrollo de la F.R.I.C. durante el año 2013 y obtiene su segundo campeonato en el 2015.

## Medios de comunicación
- REVISTA NOSOTROS Revista Mensual donde se refleja desde hace 20 años los hechos destacados de Laborde Y Wenceslao Escalante (hasta septiembre de 2016)

```
Revista "LABORDE" desde 1 de noviembre de 2016 la hace la escuela Eva Gentil Faust De Pinto (Nocturno) edita esta revista.
 Revista ENCUENTRO director Luciano Moyano.
```

- FM Paloma 102.1
- Canal 4'
- FM Top 104.5
- SUDESTADA VIVO https://www.youtube.com/@ELBARCOmultimedia
- FM Plenitud 102.9 www.radioplenitud.org
- Clic Laborde Redes Sociales
- DIARIO DIGITAL LABORDE www.diariodigitallaborde.com

## Personas destacadas
- Walter Samuel: futbolista, jugó las copas mundiales de fútbol de 2002 y 2010
- Lucas Pittinari: Futbolista.
- Fernando Coniglio: Futbolista.
- Ezequiel Neira: Futbolista.
- Raúl Alberto "Bocha" Páez:Futbolista. Primer cordobés que jugó un Mundial con la camiseta argentina en el Mundial de Chile.Carrera: Recreativo de Laborde -Lambert de Monte Maíz- San Lorenzo de Almagro -Quilmes. Bahía de Brasil
- Gonzalo Fiore Viani: Académico, escritor, analista internacional.
- Padre Juan Guirula: Sacerdote.
- José "Pepe" Viani: Fundador del Festival Nacional del Malambo, productor agropecuario.
- María Soledad Gamboa: Cantante destacada. Premio en Cosquín "mujeres del 2000".-
- Lilia Ana Primo: Historiadora destacada. Declarada Ciudadana ilustre de Laborde en 2005.-

## Parroquias de la Iglesia católica en Laborde
| Diócesis  | Villa de la Concepción del Río Cuarto |
| --------- | ------------------------------------- |
| Parroquia | Nuestra Señora de la Asunción         |